# Wijken en buurten in Bodegraven
De voormalige Nederlandse gemeente Bodegraven was voor statistische doeleinden onderverdeeld in wijken en buurten. De gemeente was verdeeld in de volgende statistische wijken:
- Wijk 01 Bodegraven Noord (CBS-wijkcode:049701)
- Wijk 02 Bodegraven Centrum (CBS-wijkcode:049702)
- Wijk 03 Bodegraven Zuid (CBS-wijkcode:049703)
- Wijk 04 Nieuwerbrug Noord (CBS-wijkcode:049704)
- Wijk 05 Nieuwerbrug Zuid (CBS-wijkcode:049705)

Een statistische wijk kan bestaan uit meerdere buurten. Onderstaande tabel geeft de buurtindeling met kentallen volgens het Centraal Bureau voor de Statistiek (2008):
| CBS-buurtcode | Buurtnaam              | Inwonertal | Opp. totaal (ha) | Opp. land (ha) | Ligging                |
| ------------- | ---------------------- | ---------- | ---------------- | -------------- | ---------------------- |
| BU04970101    | Meije                  | 410        | 782              | 767            | Locatie in de gemeente |
| BU04970102    | Buitenkerk             | 90         | 156              | 152            | Locatie in de gemeente |
| BU04970103    | Burgemeester Kremerweg | 4420       | 173              | 170            | Locatie in de gemeente |
| BU04970104    | Noordzijde             | 300        | 310              | 303            | Locatie in de gemeente |
| BU04970205    | Centrum                | 2700       | 55               | 52             | Locatie in de gemeente |
| BU04970306    | Dammekant              | 290        | 97               | 93             | Locatie in de gemeente |
| BU04970307    | J.C. Hoogendoornlaan   | 50         | 283              | 280            | Locatie in de gemeente |
| BU04970308    | Oud - Bodegraafseweg   | 130        | 264              | 256            | Locatie in de gemeente |
| BU04970309    | Dronenwijk             | 2830       | 56               | 56             | Locatie in de gemeente |
| BU04970310    | Broekvelden            | 6200       | 147              | 146            | Locatie in de gemeente |
| BU04970311    | Groote Wetering        | 0          | 36               | 32             | Locatie in de gemeente |
| BU04970312    | Zuidzijde              | 240        | 293              | 278            | Locatie in de gemeente |
| BU04970413    | Weijland               | 390        | 631              | 623            | Locatie in de gemeente |
| BU04970514    | Weijpoort              | 1370       | 568              | 539            | Locatie in de gemeente |